# 88식 지대함 미사일
88식 지대함 미사일(SSM-1)은 일본에서 개발된 지대함 미사일이다.

## 개요

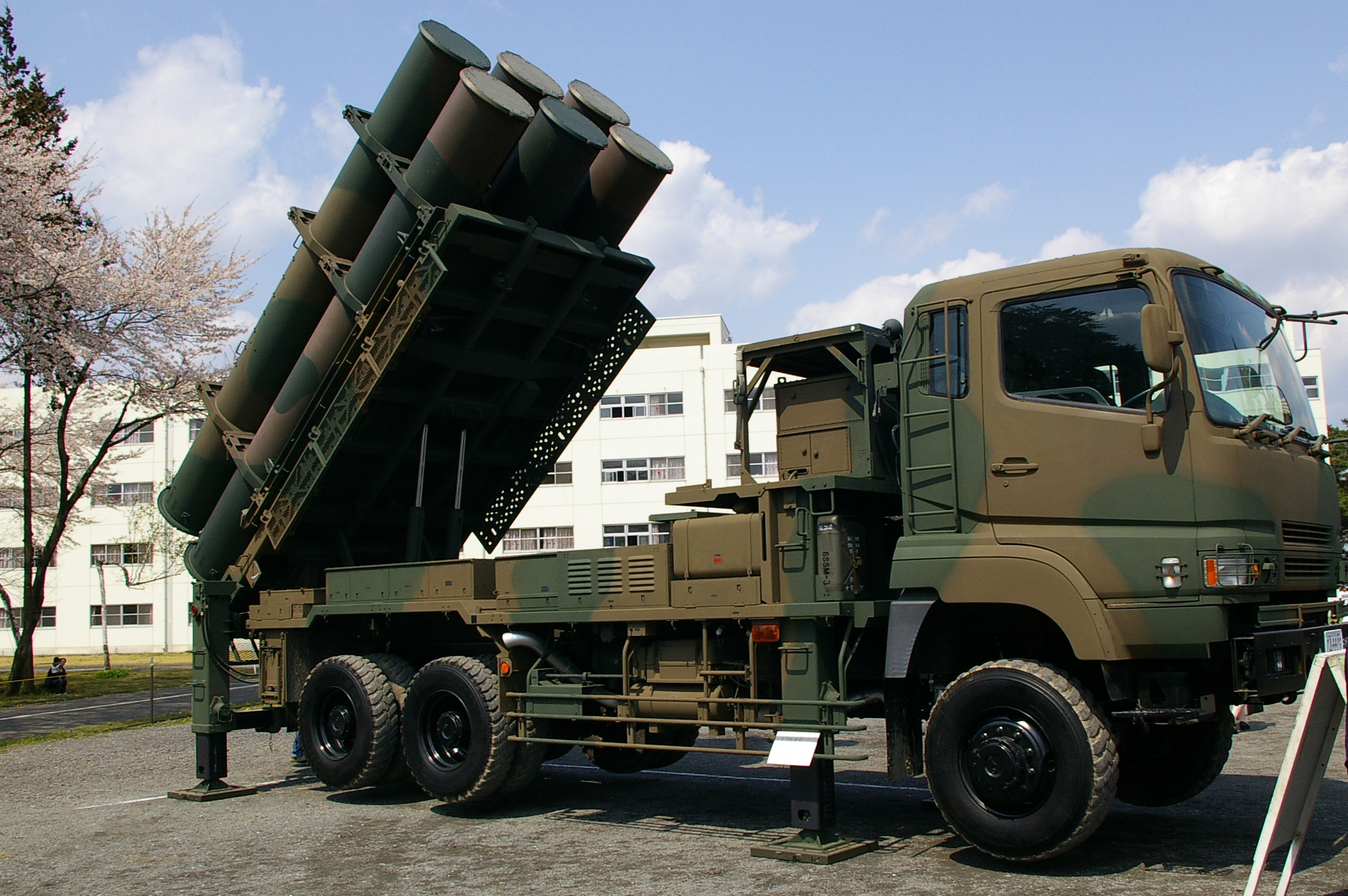

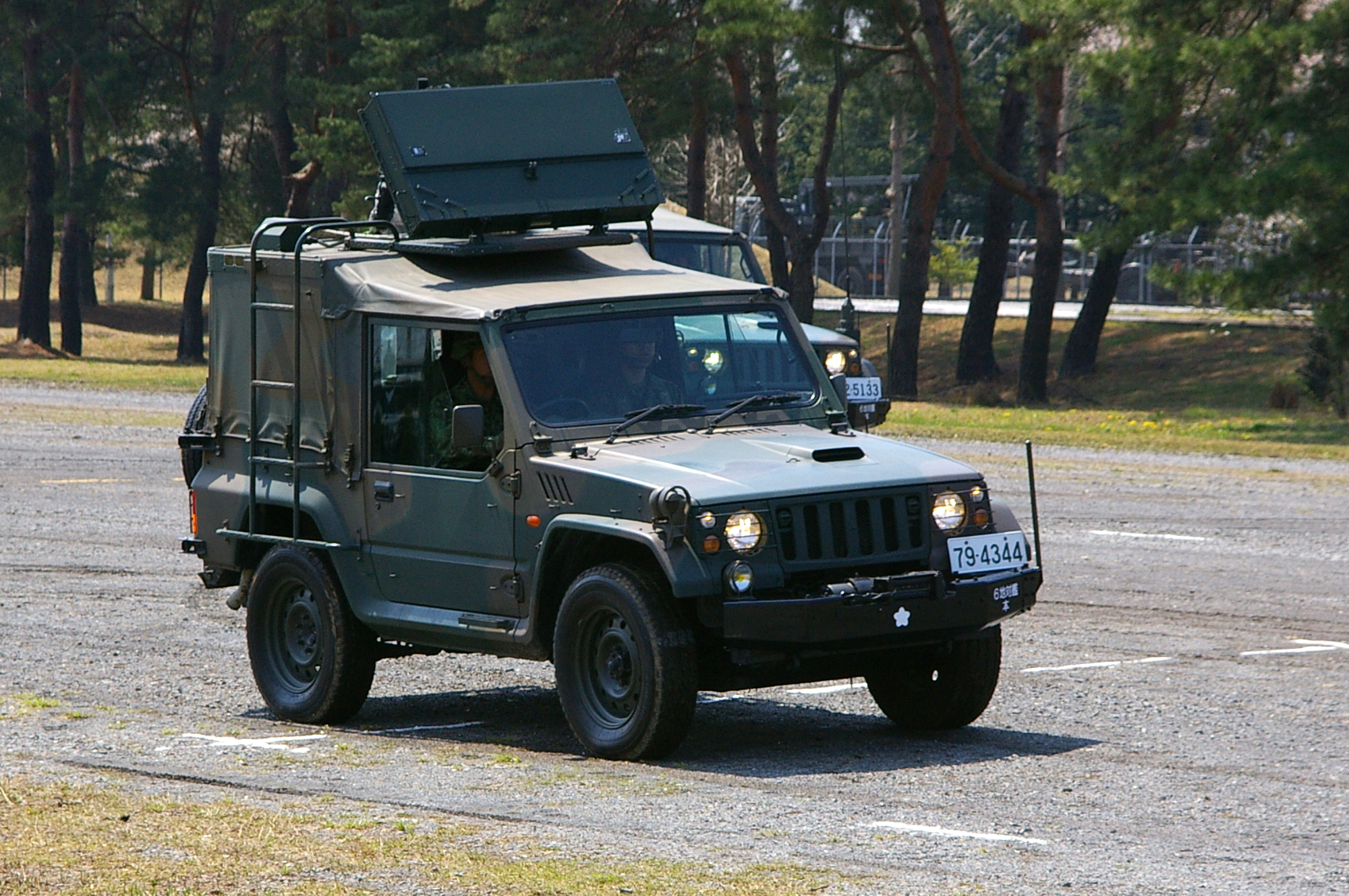
레이다 차량(JTPS-P15)

SSM-1은 ASM-1을 지상형으로 개조한 미사일이다. 기본적으로 발사 차량, 장전 차량, 레이더 차량, 발사 통제 차량으로 구성되어 있다. 보통, SSM-1은 해안으로부터 100 km 이하로 떨어진 육지에서 발사한다.

## 같이 보기
- 대함 미사일
- 80식 공대함 미사일
- 90식 함대함 미사일
- 93식 공대함 미사일
- 12식 지대함 미사일